# NK Triglav Kranj
Nogometni klub Triglav Kranj slovenski je nogometni klub iz Kranja. Trenutačno se natječe u 2. SNL. 

## Povijest
Klub je nastao 1920. Klupske boje 1932. bile su crna i crvena. Tijekom 1990-ih spojio se s NK Naklo i reformirao pod imenom Triglav Kranj.

### Povijest imena
- 1920.: Utemeljen kao SK Korotan
- 1937.: Promijenio ime u SK Kranj
- 1945.: Promijenio ime u Storžič
- 1947.: Promijenio ime u Udarnik
- 1949.: Promijenio ime u Korotan
- 1955.: Promijenio ime u Triglav
- 1994.: Promijenio ime u Triglav Creina
- 1997.: Reformiran pod imenom Triglav Kranj[4]

## Uspjesi
Ligaški
- Slovenska republička nogometna liga
  - Prvak: 1950., 1951.
- 2. SNL
  - Prvak: 1997./98., 2000./01., 2016./17.

Kupski
- Republički nogometni kup Slovenije
  - Osvajač: 1983./84.
- Kup Međuopćinskog nogometnog saveza Gorenjske – Kranj
  - Osvajač: 1991./92., 1996./97., 1999./00., 2000./01., 2003./04., 2006./07., 2008./09., 2009./10., 2014./15., 2015./16., 2016./17.

## Vanjske poveznice
- Službena web-stranica